# Karád
Karád is een plaats (község) en gemeente in het Hongaarse comitaat Somogy. Karád telt 1750 inwoners (2001).